# عش

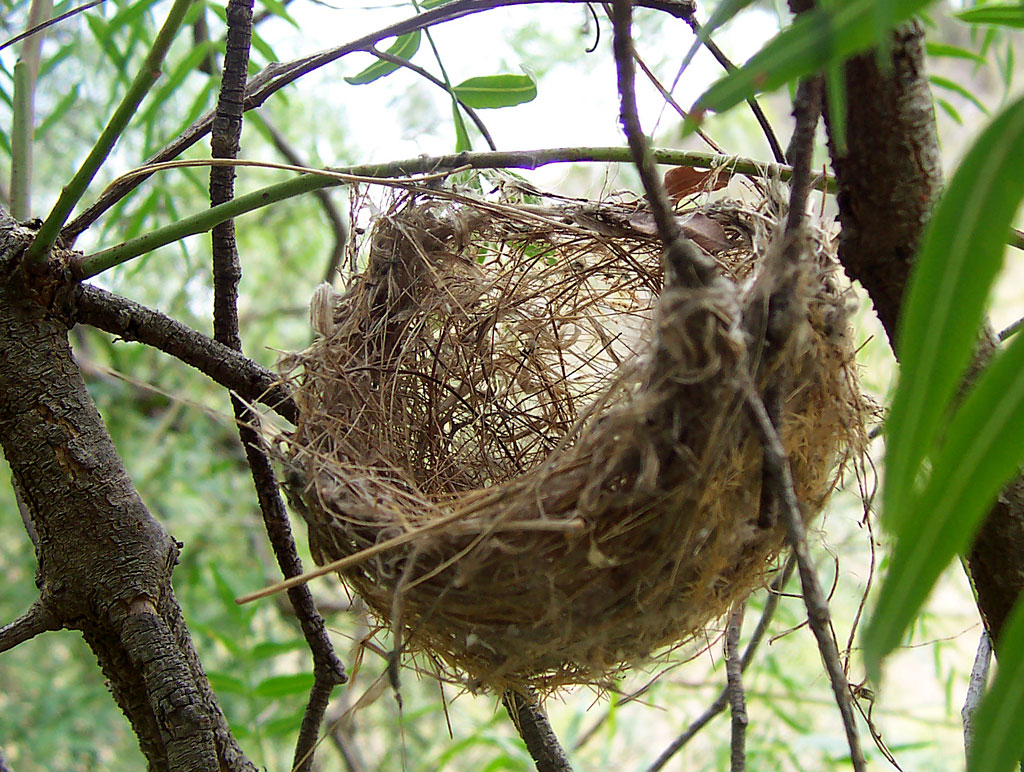
عش مبني على هيئة ملحق بشكل سلة

العش هو مأوى للحيوان أو الطير لوضع البيض أو صغارها. على الرغم من أن الأعشاش ترتبط ارتباطًا وثيقًا بالطيور، إلا أن أعضاء جميع فئات الفقاريات وبعض اللافقاريات يقومون ببناء أعشاش. وقد تكون مكونة من مواد عضوية مثل الأغصان والعشب وأوراق الشجر، أو قد تكون عبارة عن منخفض بسيط في الأرض، أو ثقب في صخرة أو شجرة أو مبنى. ويمكن أيضًا استخدام مواد من صنع الإنسان، مثل الخيوط أو البلاستيك أو القماش أو الورق. يمكن العثور على الأعشاش في جميع أنواع الموائل.
بناء العش مدفوع بدافع بيولوجي يعرف بغريزة التعشيش لدى الطيور والثدييات. لكل نوع عمومًا نمط عش مميز. يرتبط تعقيد العش تقريبًا بمستوى الرعاية الأبوية من قبل البالغين. يعتبر بناء العش ميزة تكيفية رئيسة بين الطيور، وهي تظهر أكبر قدر من التنوع في أعشاشها بدءًا من الثقوب البسيطة في الأرض إلى الأعشاش الجماعية المتقنة التي تستضيف مئات الأفراد. يمكن لأعشاش كلاب المروج والعديد من الحشرات الاجتماعية أن تستضيف ملايين الأفراد.

## مواد بناء الأعشاش
في الطبيعة يبنى غالبا من مواد عضوية مثل الاغصان والاعشاب والاوراق، وقد يكون ببساطة حفرة في الأرض أو ثقب في شجرة أو صخر أو بناية. بعض المواد المصنعة من البشر مثل الخيوط والبلاستيك والقماش والشعر والورق قد تستعمل أيضا في بناء العش.

## الحيوانات التي تسكن الأعشاش
العش يبنه ويسكنه عمومًا الطائر، ولكن يبنيه أيضا الثدييات والأسماك والحشرات والزواحف. عامة لكل فصيلة معينة من الحيوانات أسلوبها الخاص في بناء عشها. الأعشاش يمكن أن توجد في مختلف أنواع البيئات.

## أنواع الأعشاش
يمكن أن يكون العش في هيئة ملحق أو طبقة مزينة خارجية أو طبقة مركبة أو بطانة. بعض الطيور تبني الأعشاش في الأشجار وبعضها الآخر في الشقوق الصخرية (مثل العقاب والنسور والكثير من الطيور البحرية)، وبينما البعض الآخر تبني أعشاشها على سطح الأرض أو داخل الحفر في الأرض.

## صور لأعشاش

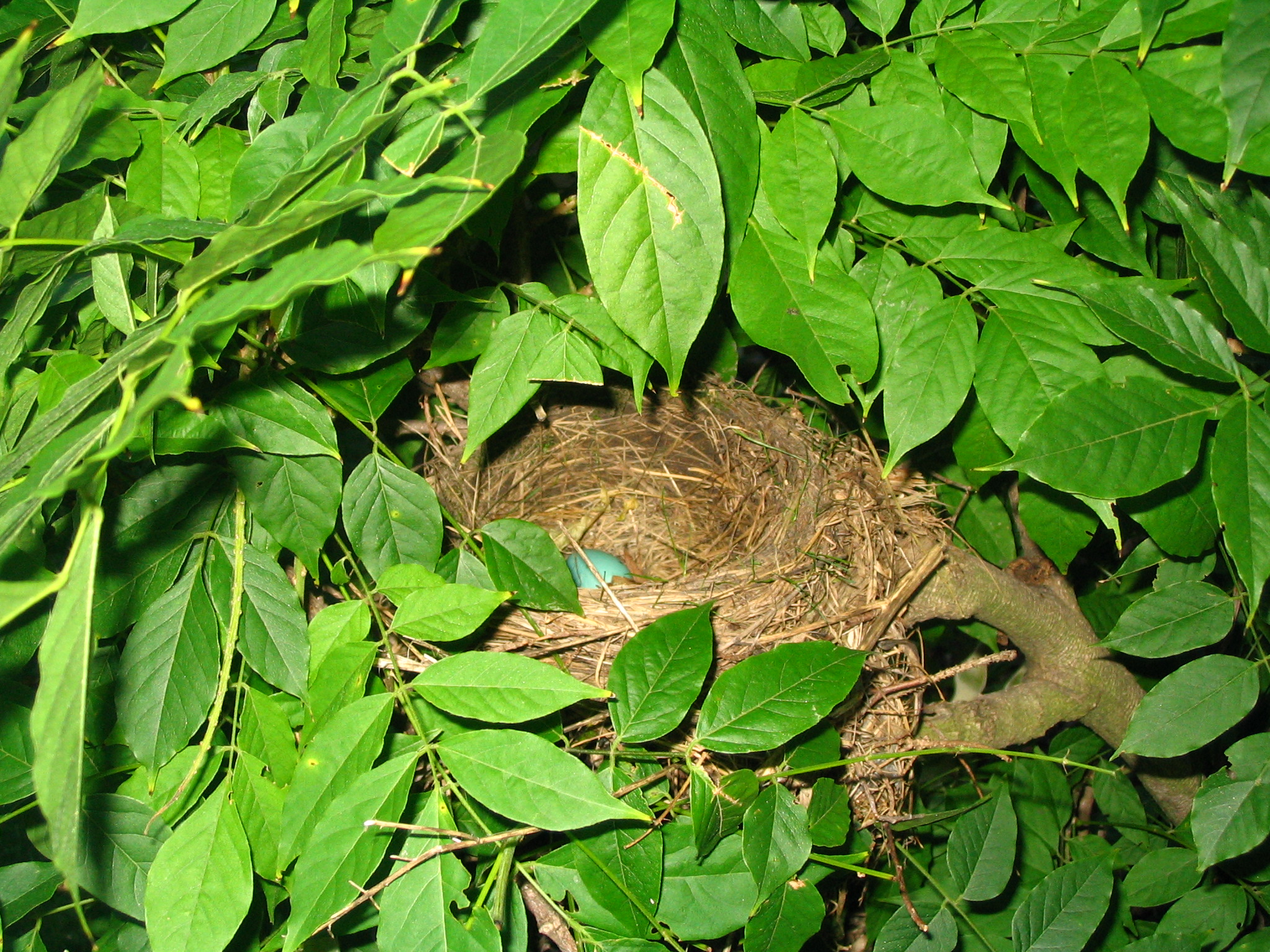
بيضة واحدة في عش طائر الروبن الأمريكي
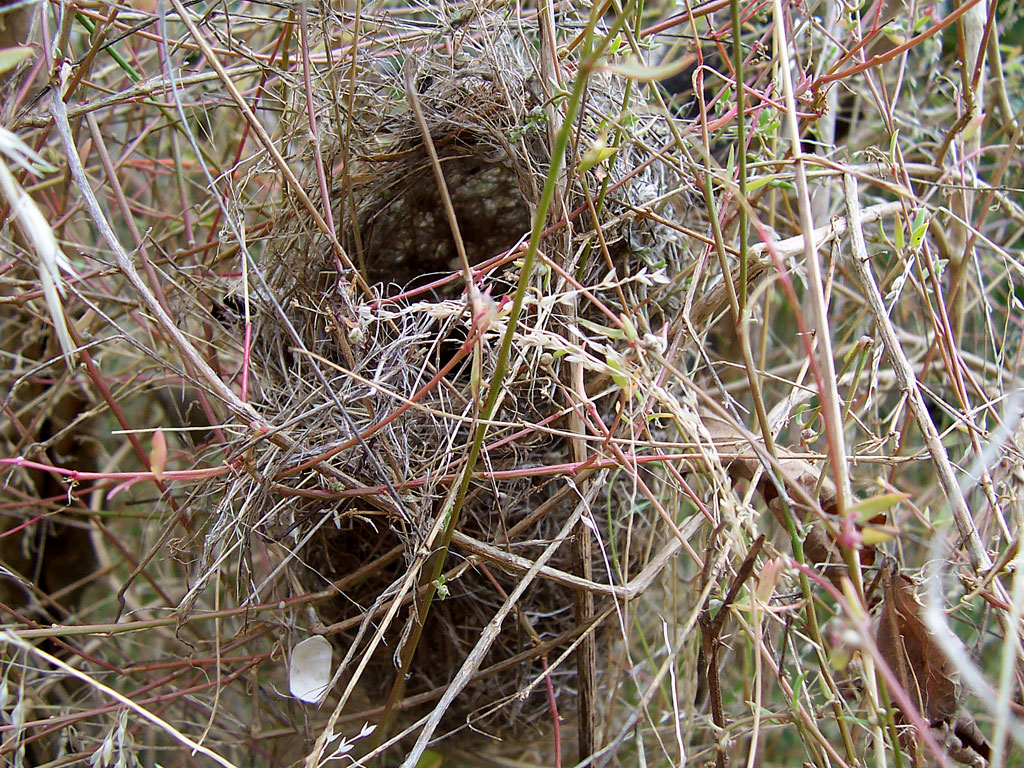
عش مبني على العشب
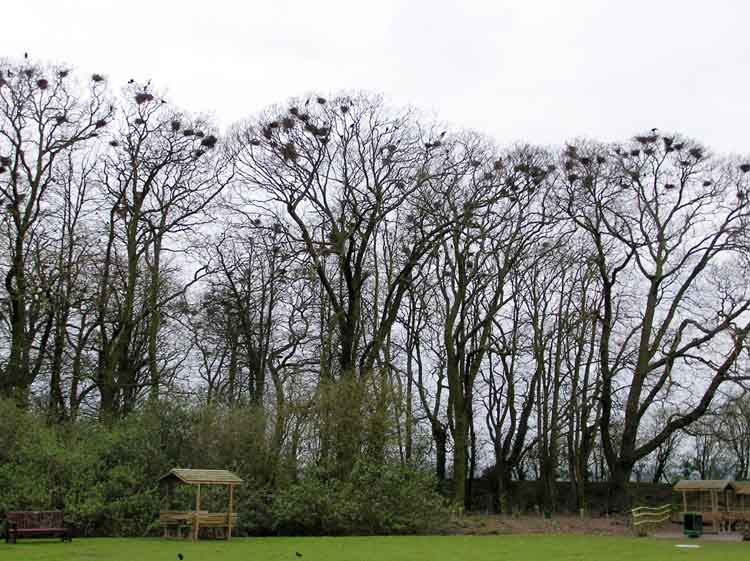
أعشاش لغربان
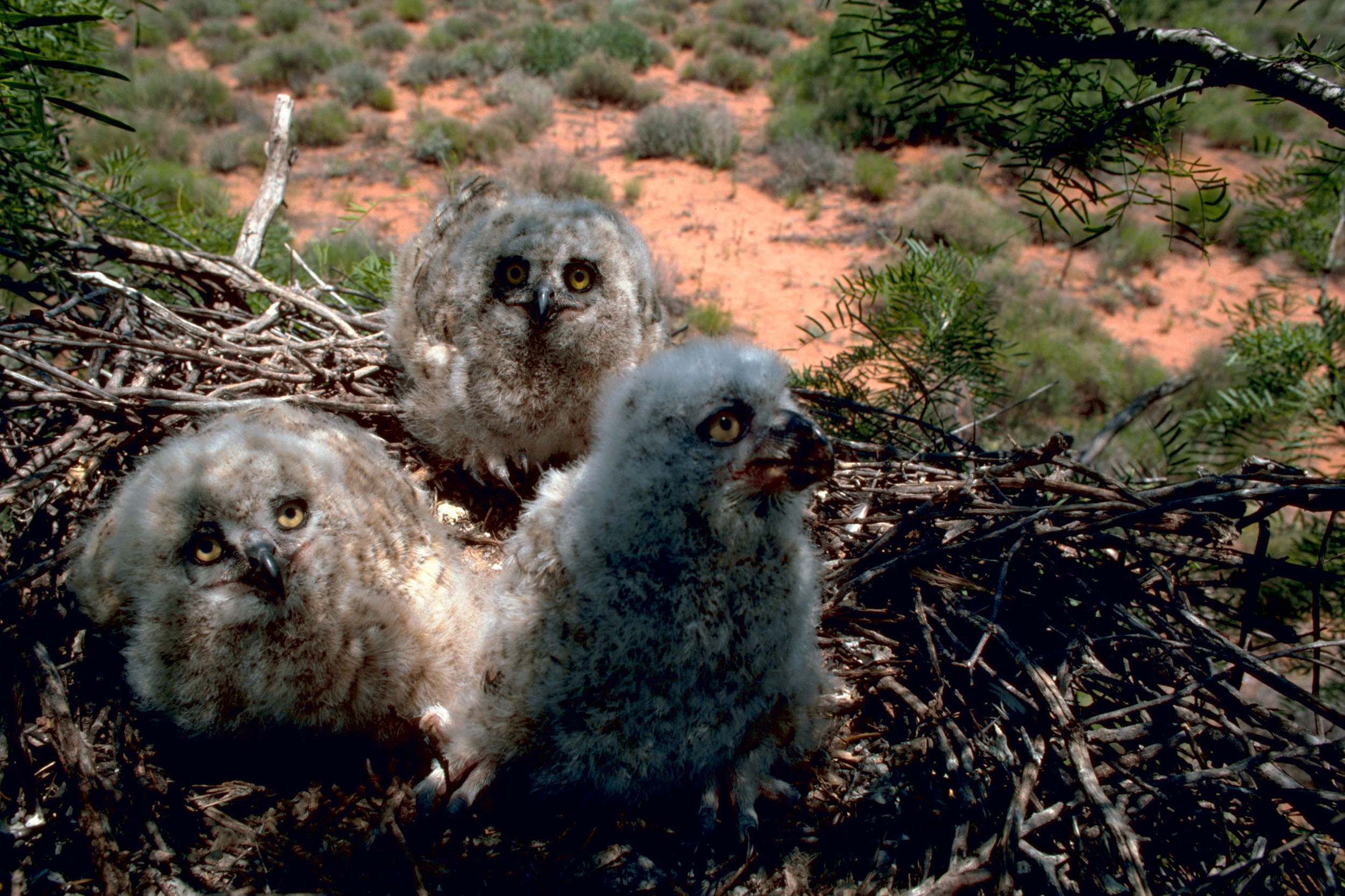
ثلاثة فراخ البومة ذات القرن الكبيرة
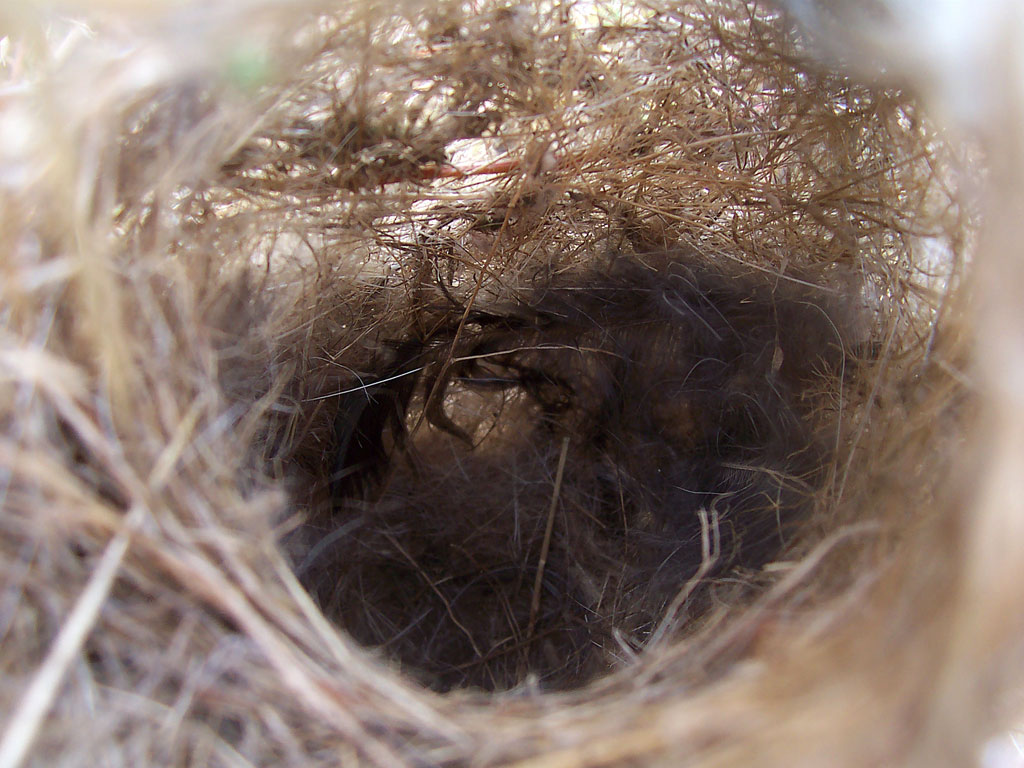
داخل عش طير
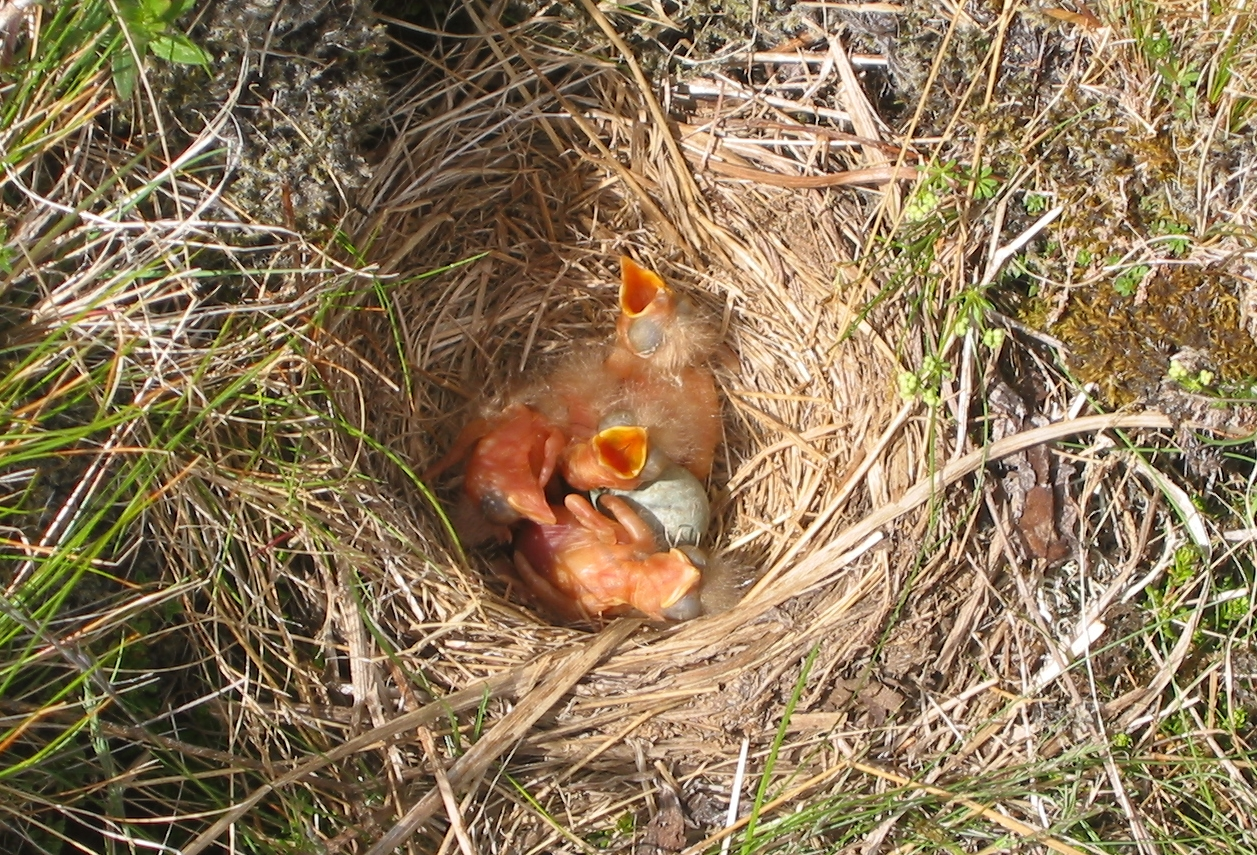
طائر الريدوينغ يبني عشه على الأرض
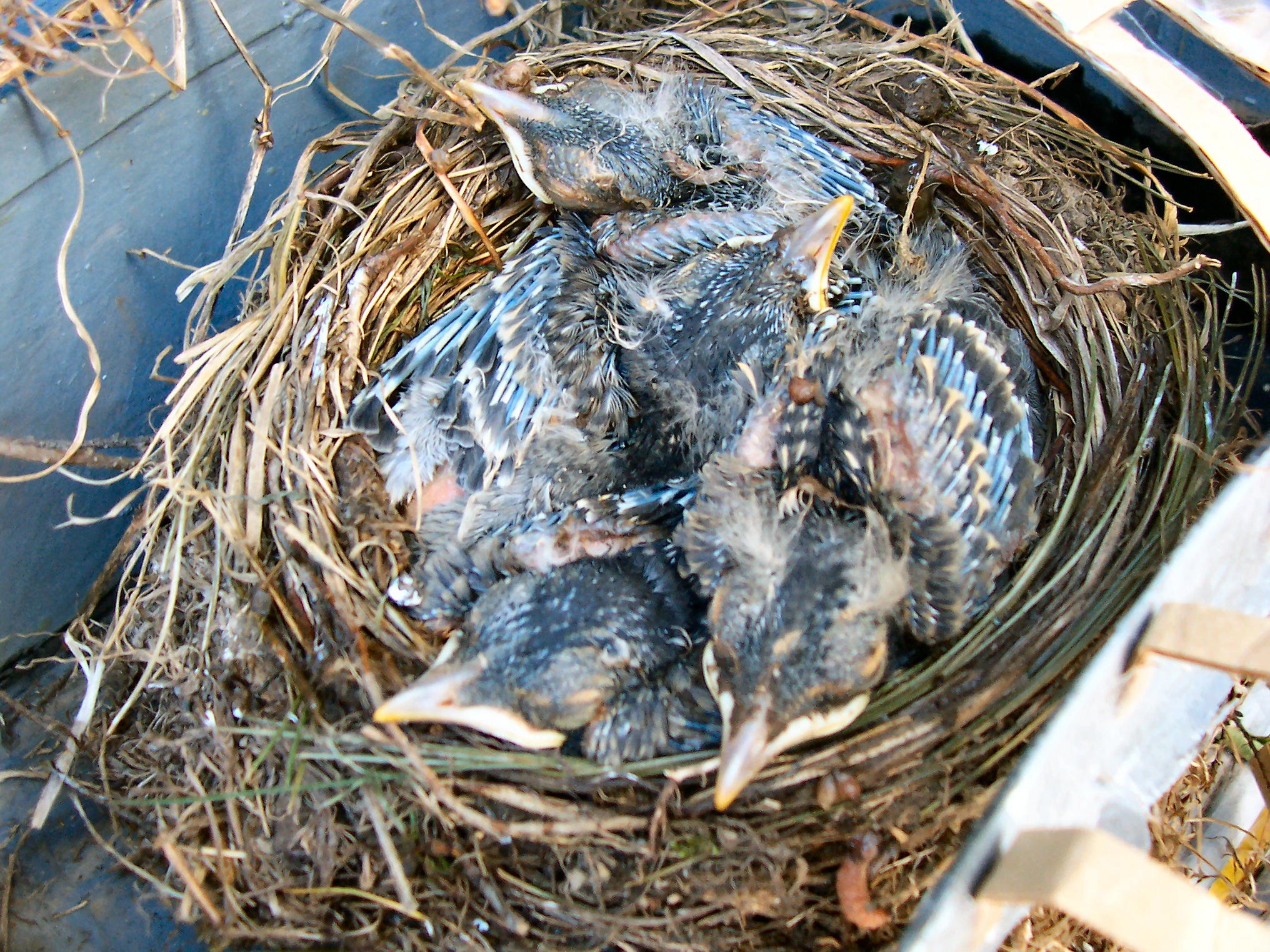
صغار الطيور في العش
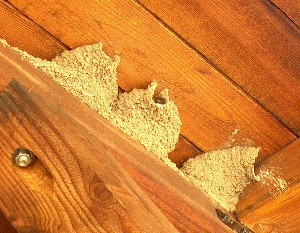
عش من الطين مبني من طير السوالوز
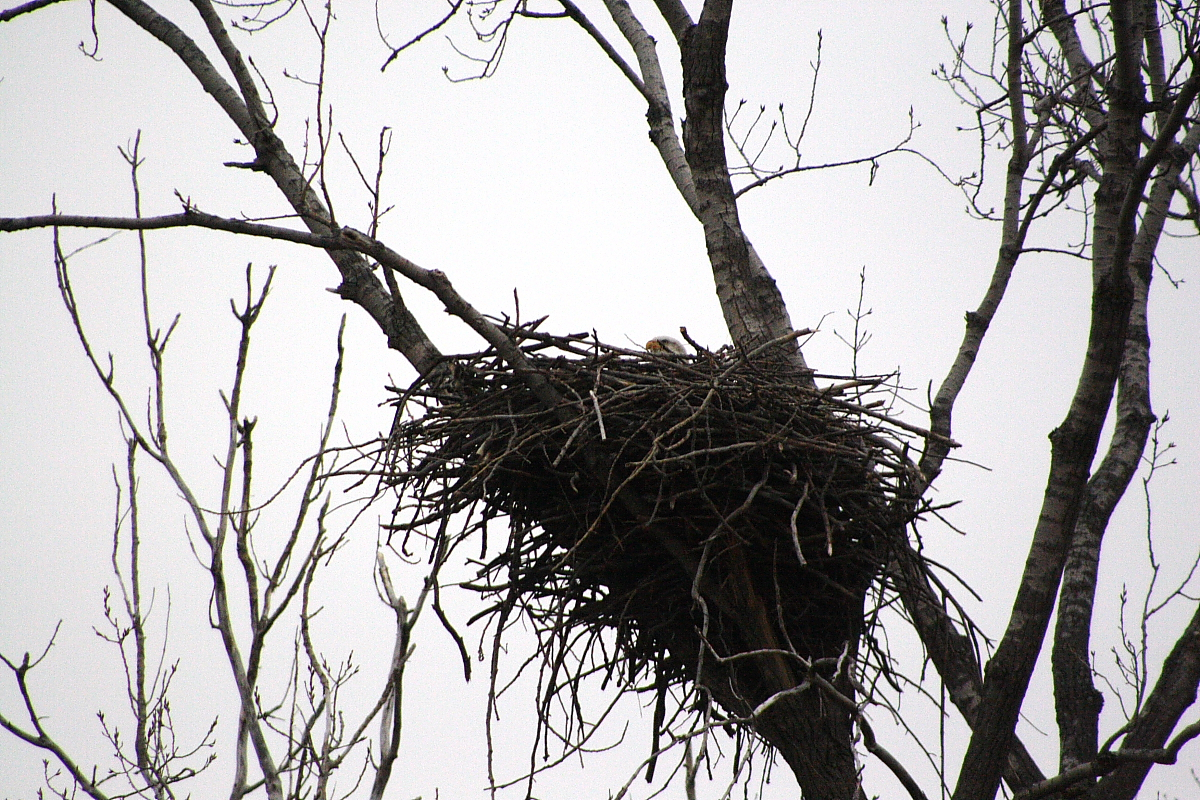
أنثى نسر أصلع مع بيضتها على العش
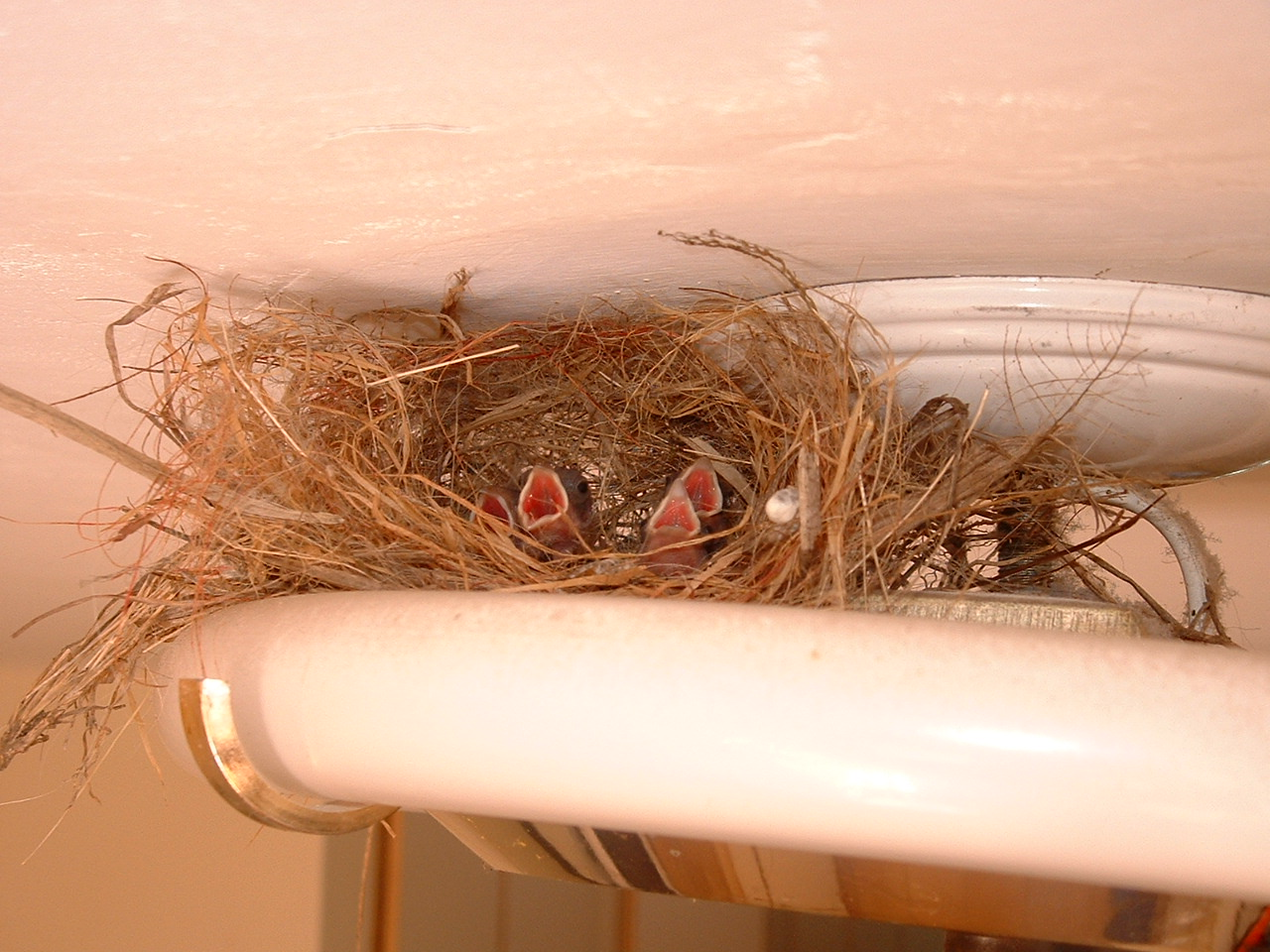
عش مبني داخل بيت بجانب المصباح
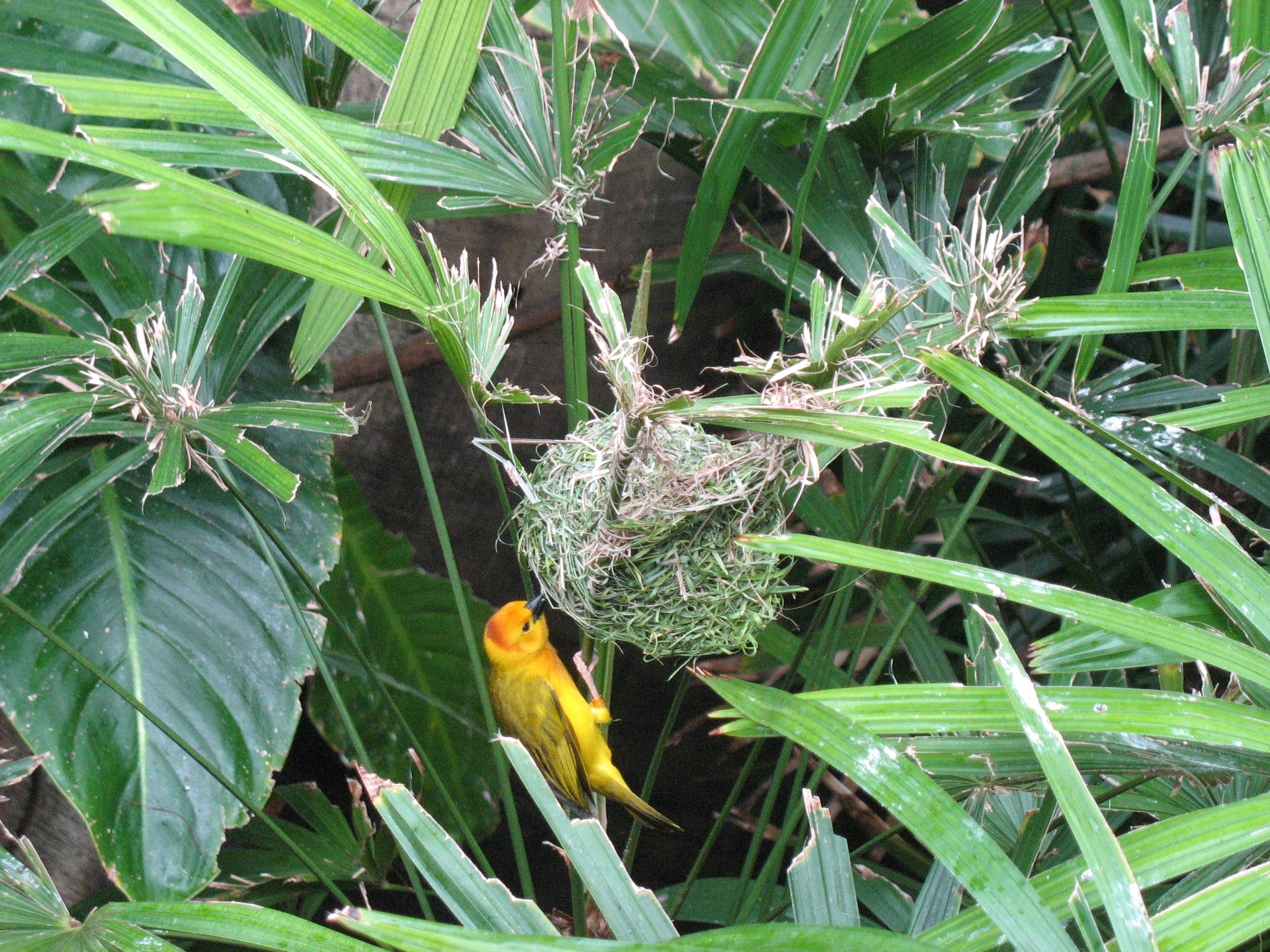
طير يبني عش على شكل سلة
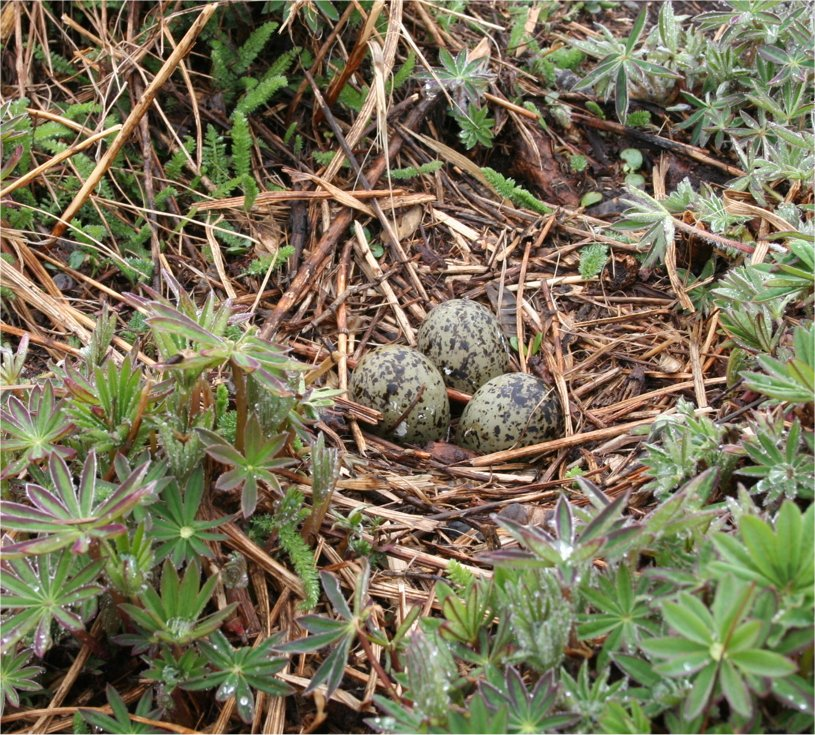
عش يحتوي على مجموعة من البيض
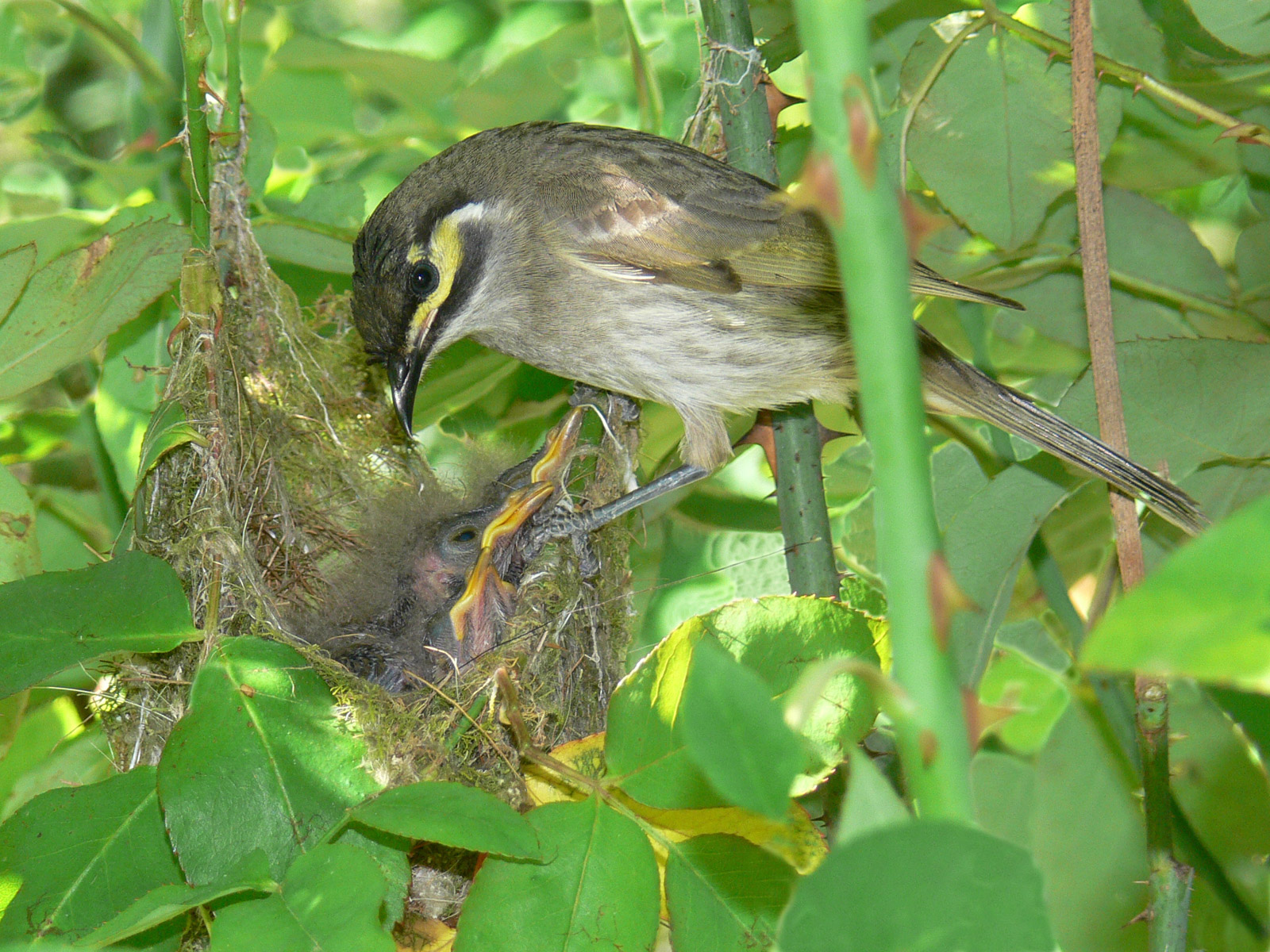
آكل العسل ذو الوجه الأصفر يطعم صغاره
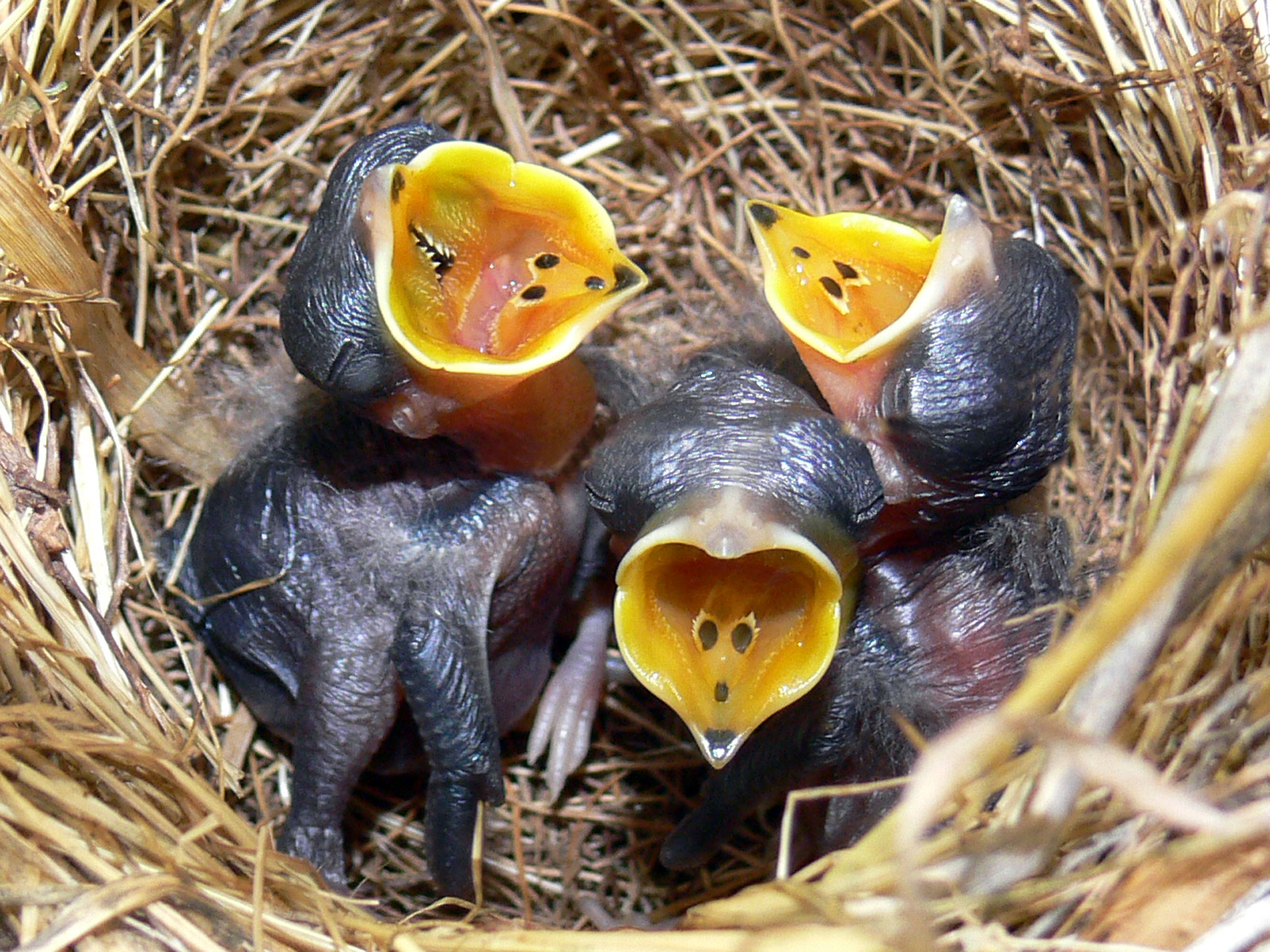
صغار طير ريتشارد لبيبيت في عشها